# Rio Maracujá
O rio Maracujá é um curso de água do estado de Minas Gerais, Região Sudeste do Brasil. Nasce na Cachoeira do Campo, no distrito de Cachoeira do Campo, município de Ouro Preto, percorrendo 47 km até a foz no rio das Velhas.
É formado pela junção de quatro córregos: Cipó, Ranchador, Caxambu e Cascalho. O rio atualmente vem sofrendo com o garimpo de topázio imperial. É muitas vezes encontrado a profundidades que variam de dois a sete metros na região do Alto Maracujá. É comum a existência de uma camada de solo que encobre os veios de cascalho (quartzo) onde dentro está o topázio.